# این جنگ منه
این جنگ من (انگلیسی: This War of Mine) یک بازی ویدئویی در سبک بازی اکشن-ماجراجویی است که توسط ۱۱ بیت استودیو و در سال ۲۰۱۴ و در پلت‌فرم‌های مایکروسافت ویندوز، لینوکس، مک‌اواس، اندروید، آی‌اواس، و پلی‌استیشن ۴ منتشر شده‌است.